# Microdon flavifacies
Microdon flavifacies är en tvåvingeart som först beskrevs av Keiser 1971.  Microdon flavifacies ingår i släktet myrblomflugor, och familjen blomflugor.
Artens utbredningsområde är Madagaskar. Inga underarter finns listade i Catalogue of Life.